# Feedin' on Dreams/Phoenix
Feedin' on Dreams/Phoenix è l'ultimo singolo della cantante statunitense Marva Jan Marrow, pubblicato dalla Numero Uno nel 1975.

## Staff artistico
- Marva Jan Marrow – voce, chitarra

## Tracce
Testi e musiche di Marva Jan Marrow; edizioni musicali Numero Uno.
1. Feedin' on Dreams – 4:13
2. Phoenix – 4:23